# Брод-Чаннел (линия Рокавей, Ай-эн-ди)
|   |   |   |   |
| · | · | · | · |

|   |   |   |   |
| · | · | · | · |

«Брод-Чаннел» (англ. Broad Channel) — станция Нью-Йоркского метрополитена, расположенная на линии Рокавей, Ай-эн-ди. Станция находится в Куинсе, в районе Брод-Чаннел, рядом с Ноэль-роуд и Уэст-роуд. На станции останавливаются маршруты A (круглосуточно) и S (челнок Рокавей-парка, круглосуточно). Станция является северной конечной для маршрута S (челнок Рокавей-парка, круглосуточно) и южной конечной для маршрута A (часть рейсов в часы пик в пиковом направлении).
Станция первоначально была открыта в составе пригородной железной дороги LIRR. В 1921 году были построены деревянные навесы, в 1923 — павильон. 23 мая 1950 года на перегоне между Брод-Чаннел и Раунт (ныне снесённая станция, расположенная перед Хауард-Бич — Аэропорт имени Джона Кеннеди) произошёл пожар. Вся линия подлежала закрытию. В 1955 году её приобрела компания МТА, управляющая метрополитеном. Линия была переоборудована для движения метропоездов. В составе Нью-Йоркского метрополитена станция открылась 28 июня 1956 года.
Станция состоит из двух боковых платформ, расположенных на двухпутном участке линии Рокавей, Ай-эн-ди. Имеет застеклённый мезонин над платформами. Станция отделана навесом в своей центральной части, а также высоким бетонным забором. Название станции оформлено в виде чёрной таблички с белой надписью на этих стенах. Выход единственный — через мезонин.
К северу от станции расположен перекрёстный съезд, затем от путей ответвляются дополнительные пути, расположенные по одному со стороны каждой платформы. Линия далее четырёхпутная. Два центральных пути используют поезда A, внешние пути используют для тестирования поездов. Такая четырёхпутная линия продолжается 3 км, затем внешние пути сливаются с центральными. Самые южные участки этих внешних путей используют в качестве оборотного тупика челночные составы S — они же используют и перекрёстный съезд. Общее расстояние до следующей станции — Хауард-Бич — Аэропорт имени Джона Кеннеди — свыше 5,5 км, этот перегон является самым длинным во всей подземке.
Эта станция — одна из всего двух станций во всём метрополитене, расположенных на собственном острове. Другой такой станцией является станция Остров Рузвельт в Манхэттене.
К югу от станции линия разделяется на две ветки, обслуживающие вытянутый с востока на запад полуостров Рокавей. Одна ветка поворачивает на восток (маршрут A круглосуточно), а другая на запад (маршруты A часть рейсов в часы пик в пиковом направлении и S (челнок Рокавей-парка) круглосуточно). Обе ветки соединяет между собой путь, образующий вместе с ними так называемый Хаммельский треугольник (англ. Hammels Wye). Этот поперечный путь иногда используется для временной организации движения при ремонте путей к северу от треугольника.
Все станции метрополитена в целях безопасности были закрыты в ночь с 29 на 30 октября 2012 года из-за приближавшегося к Нью-Йорку урагана «Сэнди». Эта станция находится в районе, наиболее подвергшемся разрушению. После урагана пути и станция оказались в полуразрушенном состоянии. Вся линия Рокавей, Ай-эн-ди была закрыта. Спустя месяц открылись станции на участке от Рокавей-бульвара до Хауард-Бич и от Фар-Рокавей — Мотт-авеню до Бич 90-й улицы (через Хаммельский треугольник). 30 мая 2013 года восстановлено движение по стандартной схеме.
- Перекрёстный съезд с севера от платформ
- Вход/выход